# Ју Несбе
Ју Несбе (норв. Jo Nesbø; Осло, 29. март 1960) норвешки је писац и музичар. Аутор је углавном крими трилера, која су преведена на више од 40 језика, и продана у више од 23 милиона примерака. Критика га хвали због дубоког знања психологије, што му доста помаже у писању књига са крими тематиком.

## Биографија
Несбе је рођен у Ослу, али је већи део младости провео у Молдеу. Ту је завршио Норвешку економску школу, и пре него што је постао писац, радио је као новинар и брокер. Прву књигу Човек шишмиш је издао 1997. године, и била је прва у серијалу о детективу Харију Хулеу. За ту књигу је добио награду Стаклени кључ за најбољу нордијску крими књигу. Након почетног успеха књиге о Харију Хулеу, он је издао још 9 књига са истим главним ликом. Осим крими прича, Несбе се окренуо писању књига за децу. Прву књигу серијала Доктор Проктор је издао 2007. и у том серијалу за сад има четири књиге.
Несбеов књижевни таленат је награђен у више наврата престижним наградама. Додељена му је Ривертонова награда 1997. за најбољи крими роман у Норвешкој за ту годину. Добио је Норвешку бестселер награду 2000. године, за роман Црвендаћ који тематику налази на Источном фронту 1944. године, а за роман Соломоново слово је награђен од стране Финске академије. За књигу Снешко је 2008. године награђен од стране Норвешког клуба књижевника за најбољи роман те године.
Несбе тренутно живи у Ослу, где наставља да се бави писањем и компоновањем музике.

### Хари Хуле романи
- Слепи миш (1997)
- Бубашвабе (1998)
- Црвендаћ (2000)
- Одмазда (2002)
- Соломоново слово (2003)
- Спаситељ (2005)
- Снешко (2007)
- Оклопно срце (2009)
- Утвара (2011)
- Полиција (2013)
- Жеђ (2017)
- Нож (2019)
- Крвави месец (2022)

### Доктор Проктор романи
- Доктор Прокторов прдипрах (2007)
- Доктор Прокторова времепловна када (2008)
- Доктор Проктор и смак света. Можда (2010)
- Доктор Проктор и велика крађа злата (2012)
- Хоће ли Доктор Проктор спасти Божић? (2017)

### Други романи
- Ловци на главе (2008)
- Син (2014)
- Крв на снегу (2017)
- Поноћно Сунце (2017)
- Магбет (2018)
- Краљевство (2020)
- Karusellmusikk (2001)
- Det hvite hotellet (2007)